# 봉래초등학교 (강원)
봉래초등학교는 대한민국 강원특별자치도 영월군에 있는 공립 초등학교이다.

## 학교 연혁
- 1946.06.07  봉래공립국민학교 개교(3학급 편성)
  - 1982.03.10  봉래초등학교병설유치원 개원
  - 1992.03.01  거운, 문산 분교장 편입
  - 2005.03.01  특수학급 신설(1학급)
  - 2016.02.12  제 68회 졸업식(졸업생 8,629명)
  - 2013.03.01  제27대 박대희 교장선생님 부임
  - 2013.03.01  본교7(특수1학급포함), 분교장 2학급, 병설유치원 3학급

## 참고 자료
- 봉래초등학교 - 한국교육학술정보원 학교알리미